# Liste de personnalités de l'université de New York
Voici une liste de personnalités associées à l'université de New York :

## Cinéma, télévision, théâtre, danse

### Acteurs
Plusieurs acteurs ou actrices de l'Université de New York ont été récompensés pour leurs prestations :
- Debra Messing, actrice, TSOA (M.F.A. 1993), Emmy Award (2003) : Will et Grace
- Camryn Manheim, actrice, TSOA (M.F.A. 1987), Emmy Award (1998 et 1999) : The Practice : Bobby Donnell et Associés, Emmy Award (2005) : Elvis
- Jeffrey Wright, acteur, TSOA*, Emmy Award (2004) : Angels in America
- Trazana Beverley, actrice, TSOA (B.F.A.), Tony Award (1976)
- Idina Menzel, actrice, TSOA (B.F.A. 1993), Tony Award de la meilleure actrice de comédie musicale : Wicked
- Donna Murphy, actrice, TSOA (B.F.A. 1980), Tony Award de la meilleure actrice de comédie musicale : Passion et The King and I
- Louis Gossett, Jr., acteur, joueur de basket-ball, ARTS coursework*, Academy Awards (1982) : An Officer and a Gentleman
- Marcia Gay Harden, actrice, TSOA (M.F.A. 1981), Oscar du cinéma (2000) : Pollock
- Philip Seymour Hoffman, acteur, TSOA (B.F.A. 1989), Oscar du cinéma (2005) : Capote
- Angelina Jolie, actrice, TSOA (1993)*, Oscar du cinéma (1999) : Girl, Interrupted
- Burt Lancaster, acteur, TSOA*, Oscar du cinéma (1960) : Elmer Gantry
- Marisa Tomei, actrice, TSOA (B.F.A. 1983), Oscar du cinéma (1992) : My Cousin Vinny

Il existe également d'autres acteurs et actrices connus :
- Paul Thomas Anderson, réalisateur, TSOA (M.F.A. 1993), Magnolia, Boogie Nights
- Alec Baldwin, acteur, TSOA (B.F.A. 1993), The Hunt for Red October, Pearl Harbor, The Aviator
- Kristen Bell, actrice, TSOA*, Veronica Mars, Pulse
- Julie Benz, actrice, TSOA (B.F.A. 1994), Jawbreaker, Angel, Buffy contre les vampires
- Selma Blair, actrice, TSOA*, The Fog, Cruel Intentions, Legally Blonde, Scream 2, Hellboy
- Alexis Bledel, actrice, TSOA*, Gilmore Girls, Sin City
- Barry Bostwick, acteur, TSOA, casting original de Broadway pour Grease, Rocky Horror Picture Show, Spin City
- Bud Cort, acteur, TSOA (1967-1969)*, M*A*S*H
- Billy Crudup, acteur, TSOA (M.F.A. 1994), Sleepers, Big Fish
- Billy Crystal, acteur, TSOA (B.F.A. 1970), Analyze This/That, When Harry Met Sally
- John Cusack, acteur, TSOA*, High Fidelity, Les Ailes de l'enfer
- Julie Delpy, actrice, TSOA, Homo Faber, Trois couleurs : Blanc
- Amanda Detmer, actrice, TSOA (M.F.A.)
- Kathryn Erbe, acteur, TSOA*, What About Bob?, New York, unité spéciale
- Raul Esparza, acteur, TSOA (B.F.A. 1992)
- Wayne Federman, acteur, TSOA*, Legally Blonde, 40-Year-Old Virgin, 50 First Dates, Max and Josh
- Bridget Fonda, actrice, TSOA (B.F.A. 1987), Doc Hollywood, Jackie Brown
- Melissa Gallo, actrice, TSOA (B.F.A. 2003), One Life to live
- Gina Gershon, actrice, TSOA (B.F.A. 1983), The Insider, Showgirls
- Whoopi Goldberg, actrice, GSAS (Ph.D.), Ghost, Star Trek : La Nouvelle Génération
- Lou Gossett, acteur, CAS (B.A. 1959), Roots, An Officer and a Gentleman
- Bryan Greenberg, acteur, TSOA*, Prime
- Peter Gruber, PDG, STERN (M.B.A.), Mandalay Pictures
- Matthew Gray Gubler, réalisateur, acteur, TSOA (M.F.A. 2002), Esprits criminels, RV, The Life *Aquatic with Steve Zissou
- Regina Hall, acteur, GSAS (M.A. 1997), Scary Movie
- Wood Harris, acteur, TSOA (M.F.A. 1983), Above The Rim
- Anne Hathaway, actrice, TSOA*, The Princess Diaries
- Todd Holoubek, acteur, TSOA (B.F.A. 2002), MTV: The State
- Wendy Hoopes, acteur, TSOA (B.F.A. 2002), Spinster, Killing Cinderella, TV SHOW: Daria
- Bryce Dallas Howard, actrice, TSOA, Le Village, Lady in the Water
- Felicity Huffman, actrice, TSOA, Transamerica, Desperate Housewives
- Kristen Johnston, actrice, TSOA (B.F.A.), 3 rd Rock from the Sun
- Eriq La Salle, acteur, TSOA (B.F.A.), Urgences
- Daniel Dae Kim, acteur, TSOA (M.F.A. 1996), Lost : Les Disparus
- Jesse L. Martin, acteur, TSOA (M.F.A. 1989), New York, police judiciaire, Rent
- Mary Stuart Masterson, actrice, TSOA*, Beignets de tomates vertes, The Postman
- John C. McGinley, acteur, TSOA, Intensity, Scrubs, Point Break
- Kate Mulgrew, actrice, TSOA (A.A. 1976), Star Trek : Voyager
- Jeff Nimoy, acteur vocal, réalisateur, CAS (B.A.), Naruto, Digimon, Trigun
- Charlie O'Connell, acteur, TSOA (B.F.A. 1997), Sliders, The Bachelor
- Jerry O'Connell, acteur, TSOA (B.F.A. 1995), Preuve à l'appui, Mission to Mars
- Ashley Olsen, actrice, GAL (étudiante), Full House, It Takes Two, Two of a Kind, New York Minute
- Mary-Kate Olsen, actrice, GAL (jamais fini), Factory Girl, Full House, It Takes Two, Two of a Kind, New York Minute
- Haley Joel Osment, acteur, TSOA, Sixième sens, Pay It Forward, AI, Secondhand Lions
- Ted Raimi, acteur, B.A., seaQuest DSV, Xena: Warrior Princess
- Meg Ryan, actrice, CAS (B.A.), When Harry Met Sally..., Sleepless in Seattle, City of Angels, You've Got Mail
- Adam Sandler, acteur, humoriste, producteur, TSOA (B.F.A. 1991), Mr. Deeds, Big Daddy
- Andy Samberg, acteur et humoriste, TSOA (B.F.A.), SNL
- Sheetal Sheth, actrice, TSOA (B.A. 1997), ABCD, Looking for Comedy in the Muslim World
- Maura Tierney, actrice, TSOA*, ER, News Radio, Primary Colors, acteur
- Chandra Wilson, actrice, TSOA (B.F.A. 1991), Grey's Anatomy
- Mara Wilson, actrice, TSOA (étudiante), Matilda, Mrs. Doubtfire, Miracle on 34th Street
- Donald Glover, acteur, TSOA (étudiant), Community
- Liam Aiken, acteur, TSOA (étudiant),  Ma meilleure ennemie, Les Sentiers de la perdition (film) , Lemony Snicket's A Series of Unfortunate Events

### Producteur, réalisateur, metteurs en scène
- Woody Allen, acteur, réalisateur, scénariste, TSOA (1953)*, Emmy Award (1959) : "Sid Caesar's Chevy Show", Oscar du cinéma (1977) : "Annie Hall", Oscar du cinéma (1986) : "Hannah and her Sisters"
- Terrance Moran, producteur, STEINHARDT (1964), B.A.; M.A. (1965); Ph.D. (1971), Emmy Award (1987) : "McSorley's, New York"
- John Canemaker, réalisateur, TSOA, Oscar du cinéma (2006) : "The Moon and the Son"
- Joel Coen, réalisateur, CAS (1962), Oscar du cinéma (1996) : "Fargo"
- Ang Lee, réalisateur, TSOA (M.F.A.), Oscar du cinéma (2005) : "Brokeback Mountain"
- Martin Scorsese, réalisateur, CAS (B.A. 1964), GSAS (M.A. 1966), Oscar du cinéma (2007) : "The Departed", "The Aviator", "Casino", "Goodfellas", "The Last Temptation of Christ", "Taxi Driver"
- Oliver Stone, réalisateur, dramaturge, TSOA (M.F.A. 1970), Oscar du cinéma (1978) : "Midnight Express", Oscar du cinéma (1986) : "Platoon", Oscar du cinéma (1989) : "Born on the Fourth of July"
- Martin Brest, réalisateur, TSOA (B.F.A. 1973), Beverly Hills Cop, Meet Joe Black, Gigli
- James L. Brooks, producteur, TSOA*, The Simpsons
- Chris Columbus, réalisateur, TSOA, Home Alone, Mrs. Doubtfire, Stepmom, Harry Potter 1&2, Rent
- Marc Forster, réalisateur, TSOA (1990-1993)*, Monster's Ball, Finding Neverland
- Amy Heckerling, réalisateur, TSOA (B.F.A.), Look who's talking, Loser, Clueless
- Jim Jarmusch, réalisateur, TSOA*, Night on Earth
- Jeffrey Katzenberg, producteur, TSOA*, Shrek, cofondateur de Dreamworks
- Stanley Kramer, producteur, TSOA (B.F.A. 1993), High Noon, Cyrano de Bergerac
- Spike Lee, acteur, réalisateur, TSOA (M.F.A. 1982), Malcolm X, Bamboozled, Jungle Fever
- Thomas Lennon, acteur, producteur, scénariste, MTV: The State, Reno 911!, Taxi
- Ismail Merchant, producteur, STERN (M.B.A.), cofondateur de Merchant Ivory Productions
- Jesse Merz, acteur, réalisateur, TSOA (B.F.A. 1996), My Own Private Idaho, Homeward Bound
- Eli Roth, acteur, réalisateur, "Cabin fever", "Hostel partie I et II".
- M. Night Shyamalan, réalisateur, TSOA, The Sixth Sense, Unbreakable, Signs, The Village
- Morgan Spurlock, réalisateur, TSOA (B.F.A.), Supersize Me
- Barry Sonnenfeld, réalisateur, TSOA*, Men in Black
- Boaz Yakin, réalisateur, scénariste, Le Plus Beau des combats

### Scénariste, dramaturge
- Vinnette Justine Carroll, dramaturge, GSAS (M.A. 1946), Emmy Award (1964) : "Beyond the Blues", première femme afro-américaine à diriger Broadway
- Tony Kushner, dramaturge, TSOA (M.F.A. 1984), Emmy Award (2004) : "Angels in America", Tony Award de la meilleure pièce, "Angels in America"
- John Patrick Shanley, dramaturge, STEINHARDT (M.A. 1977), Tony Award
- George C. Wolfe, dramaturge, TSOA (M.F.A.), Tony Award (1996)
- John Shanley, dramaturge, STEINHARDT (M.A. 1977), Prix Pulitzer de la pièce de théâtre (2005)
- Neil Simon, dramaturge, CAS (1944-1945)*, Prix Pulitzer de la pièce de théâtre (1991)
- Doug Wright, dramaturge, TSOA (1987), Prix Pulitzer de la pièce de théâtre (2004)
- Charles Kaufman, scénariste, TSOA (1980), Oscar du cinéma (2004) : "Eternal Sunshine of the Spotless Mind"
- John Patrick Shanley, dramaturge, STEINHARDT (M.A. 1977), Oscar du cinéma (1987) : "Moonstruck"
- Jim Taylor, dramaturge, TSOA (1996), Oscar du cinéma (2004) : "Sideways"
- Eric S. Buehler, scénariste, TSOA (B.F.A. 2000), First Call, Category 5, Comp Time
- Michael Dougherty, scénariste, TSOA (M.F.A.), X2, Superman Returns
- Ethan Hawke, scénariste, acteur, CAS*, Training Day, Dead Poets Society
- Martin Kunert, scénariste, réalisateur, producteur, TSOA, Voices of Iraq, MTV's Fear
- Ken Munch, dramaturge, TSOA (B.F.A. 1989), The Amnesiac and Infection
- Daniel Gerson, scénariste, "Monstres et Cie"

### Danse
- Anne Teresa De Keersmaeker, danseuse et chorégraphe belge, TSOA (1980), Fase

## Littérature
- Saul Bellow, écrivain, professeur à la NYU, Prix Nobel de littérature (1976)
- Jorie Graham, poète, undergraduate/Film, Prix Pulitzer de poésie (1996)
- Galway Kinnell, poète, professeur, Prix Pulitzer de poésie (1982)
- Frank McCourt, auteur, CAS (B.A. 1953), Prix Pulitzer de l'autobiographie (1997)
- Charles Simic, poète, CAS (B.A. 1966), Prix Pulitzer de poésie (1990)
- Kathy Acker, auteur, Blood and Guts in High School
- David Antin, poète, GSAS (M.A. 1966), distingué du "PEN Los Angeles Award" en poésie
- Rita Mae Brown, auteur, LAW (M.A. 1964), Rubyfruit Jungle
- Carson McCullers, romancier, GSAS*, The Heart is a Lonely Hunter
- Countee Cullen, poète, GSAS, Ballad of the Brown Girl, Color, Color
- Joseph Heller, auteur, GSAS (1945)*, "Catch-22"
- Ira Levin, auteur, ARTS (B.A. 1950), "Deathtrap"
- Paul Levinson, auteur, éducateur, commentateur de media, WSC (B.A. 1974), STEINHARDT (Ph.D. 1979), The Plot To Save Socrates
- Robert Sobel, auteur, CAS (Ph.D. 1957), For Want of a Nail
- Danielle Steel, auteur, TSOA (1963-1967)*
- Darin Strauss, auteur, ENG (M.F.A. 1996), romancier titré au prix Guggenheim, Chang and Eng, The Real McCoy
- Brian K. Vaughan, auteur de BD, Y: The Last Man, Ex Machina, Les Seigneurs de Bagdad
- Saul Williams, poète, GSAS (M.A. 1995), The Seventh Octave, She, Said the Shotgun to the Head
- Robert Anton Wilson, auteur, (1957-1958), trilogie The Illuminatus!
- Avital Ronell, professeure et philosophe

## Journalisme
- Dorothy Rabinowitz, journaliste et commentateur, GSAS (Ph.D. 1960), Prix Pulitzer du commentaire (2001)
- Michael Gartner, journaliste, LAW (J.D. 1972), Prix Pulitzer de l'éditorial (2001)
- Harold Schonberg, critique de musique, journaliste, GSAS (M.A. 1939), Prix Pulitzer de la critique (1971)
- Moneta Sleet Jr., photojournaliste, Master de journalisme, Prix Pulitzer de photographie (1969)
- Lawrence Wright, journaliste, membre, Center for Law and Security, Prix Pulitzer du livre de référence (2007)
- Don Hewitt, journaliste, CAS*, Emmy Award : "60 Minutes"
- Kenny Albert, journaliste sportif, CAS (B.A. 1990)
- Ted Baehr, critique des media, LAW, (J.D.), président de la commission chrétienne du cinéma et de la télévision
- Candace Bushnell, éditorialiste, CAS (B.A.), New York Observer: Sex and the City
- Erin Clements, journaliste, CAS (B.A.), TimeOut NY: Around Town Writer
- Leonard Maltin, critique de film, WSC (B.A.), critiques sur Entertainment Tonight
- William Phillips, éditeur, GSAS (M.A. 1930), cofondateur de Partisan Review

## Musique

### Chanteur, musicien
- Ian Axel (en) et Chad King, du groupe A Great Big World, chanteurs, auteurs-compositeurs, STEINHARDT, Grammy Award (2015) : "Say Something"
- Todd Coolman, bassiste de jazz, STEINHARDT, Grammy Award (2003) : "Best Album Notes"
- Evelyn Lear, soprano, Grammy Award (1966) pour son interprétation de "Wozzeck" de Berg
- Melissa Manchester, chanteuse, actrice, TSOA (1970-1971), Grammy Award (1982) : "You should hear how she talks about you"
- Wayne Shorter, saxophoniste, STEINHARDT (B.M.E. 1956), Grammy Award (2004) : "Alegria"
- Mary Wilson, chanteuse, GAL, Grammy Award (1999 et 2001) : "The Supremes"

### Auteur, compositeur, parolier
- Morton Gould, compositeur, CAS, Prix Pulitzer de musique pour Stringmusic (1995)
- George Perle, compositeur, GSAS (Ph.D. 1956), Prix Pulitzer de musique pour Woodwind Quintet No. 4 (1986)
- Bernard Herrmann, compositeur, WSC, Oscar du cinéma (1941) : "The Devil and Daniel Webster"
- Elmer Bernstein, compositeur, ARTS (B.A. 1942), Oscar du cinéma (1968) : "Thoroughly Modern Millie"
- Alan Menken, compositeur, CAS (B.A.), Oscar du cinéma (1995) : "Pocahontas", Oscar du cinéma (1992) : "Aladdin", Oscar du cinéma (1991) : "Beauty and the Beast"
- Carole Bayer Sager, parolier, auteur-compositeur, CAS (B.A. 1979), Oscar du cinéma (1981) : "Arthur's Theme"
- Paul Francis Webster, parolier, ARTS (1928-1930)*, Oscar du cinéma (1953) : "Secret Love"
- William Schuman, président de la Juilliard School, STERN* , Prix Pulitzer de musique (1943)
- Cy Coleman, compositeur, STEINHARDT, Grammy Award (1993) : "The Will Rogers Follies", Tony Award (1990) : "City of Angels", Tony Award (1978) : "On the Twentieth Century", Emmy Award (1975) : "Shirley MacLaine: If They Could See Me Now", Emmy Award (1976) : "Gypsy In My Soul", Emmy Award (1988) : "Happy Birthday, Bob-50 Stars Salute Your 50 Years"
- Fred Ebb, parolier, ARTS (B.A. 1955), Grammy Award (1967) : "Cabaret"
- Carole Bayer Sager, parolier, auteur-compositeur, CAS (B.A. 1979), Grammy Award (1987) : "That's what's friends are for"
- Betty Comden, parolier, STEINHARDT, Tony Award
- Fred Ebb, parolier, ARTS (B.A. 1955), Tony Award (1967) : "Cabaret"

## Sport
- Abraham Balk, (1947), escrimeur au fleuret et à l'épée, 5 médailles d'or NCAA, sélectionné aux JO de 1948
- Anjelina Belakovskaia, Grand maître international, GSAS (M.S. 2001), championne d'échecs en 1995, 1996 et 1999
- Moe Berg, joueur de baseball de la Ligue Majeure, ARTS (1918-1919)
- Gary Bettman, NHL Commissioner, LAW (J.D. 1977)
- Howard Cann, entraîneur de basketball de la NYU (1923-1958)
- Ben Carnevale, entraîneur de basketball de la NYU
- Hank Greenberg, joueur de baseball de la Ligue Majeure, 5 fois vainqueur du All-Star, 2 fois sacré meilleur joueur de la Ligue américaine
- Gary Gubner, tenant du record mondial en lancer du poids et haltérophile olympique
- Happy Hairston, joueur de basketball, champion NBA avec les Los Angeles Lakers (1971)
- Carol Heiss, skater, CAS, médaillé d'or aux JO d'hiver de 1960
- Samuel Jones, athlète, médaillé d'or aux JO de 1902 en saut en hauteur
- William Morrissey, catcheur, CAS (B.A. 2009)
- Yong Sung Park, manager, STERN (M.B.A. 1970), Président de la Fédération Internationale de Judo, Membre du CIO
- Satch Sanders, joueur de basketball, champion NBA avec les Boston Celtics (1961-1966, 1968-1969)
- Mika'il Sankofa, escrimeur, CAS (1988), médaillé d'or aux JO de 1988 et 1992
- Robert Shmalo, skater, CAS, compétiteur international en dance sur glace
- Ken Strong, joueur de football américain, All-American (1928), NFL Staten Island Stapletons, New York Giants (1929-1947), Pro Football Hall of Fame (1967)
- Paul Tagliabue, NFL Commissioner, LAW (J.D. 1965)
- John Woodruff, athlète, ARTS (1939), GSAS (M.A. 1941), médaillé d'or aux JO de 1936 au sprint

## Sciences et techniques
- Julius Axelrod, biochimiste, MED (M.Sc. 1941), Prix Nobel de physiologie ou médecine (1970)
- Baruj Benacerraf, immunologiste, professeur (1956-1968), Prix Nobel de physiologie ou médecine (1980)
- Mario Cardullo, inventeur, il a déposé le premier brevet pour un balise d'identification radio passive
- Gertrude Elion, chimiste, GSAS (1941), Prix Nobel de physiologie ou médecine (1988)
- Kurt Friedrichs, mathématicien, professeur (1938-1974), National Medal of Science (1976)
- Avram Hershko, chimiste, professeur adjoint (1998- ), Prix Nobel de chimie (2004)
- Joseph Keller, mathématicien, GSAS (B.A., M.A., Ph.D. 1943-1948), National Medal of Science (1988)
- Arthur Kornberg, biochimiste, MED et postgraduate, Prix Nobel de physiologie ou médecine (1959) partagé avec Severo Ochoa.
- Peter Lax, mathématicien, GSAS (B.A. 1947; Ph.D. 1949), National Medal of Science (1986)
- Otto Loewi, physicien, professeur (1940-1961), Prix Nobel de physiologie ou médecine (1936)
- Robert Mulliken, physicien, chimiste, professeur (1926-1928), Prix Nobel de chimie (1966)
- George Palade, biologiste, postgraduate au laboratoire de biologie de Robert Chambers, Prix Nobel de physiologie ou médecine (1974)
- Louis Nirenberg, mathématicien, GSAS (Ph.D. 1949), National Medal of Science (1995)
- Severo Ochoa, physicien, professeur (1942-1974), Prix Nobel de physiologie ou médecine (1959)
- Frederick Reines, physicien, GSAS (Ph.D. 1944), Prix Nobel de physique (1995)
- Irwin Rose, physicien, postgraduate avec Severo Ochoa, Prix Nobel de physique (2004)
- Clifford Shull, physicien, GSAS (Ph.D. 1941), Prix Nobel de physique (1994)
- Cathleen Synge Morawetz, mathématicien, GSAS (Ph.D. 1951), National Medal of Science (1998) (première femme à recevoir cette distinction)
- Jan Vilcek, professeur de microbiologie 1965, découvreur de l'Infliximab
- George Wald, scientifique, WSC (B.S. 1927), Prix Nobel de physiologie ou médecine (1967)
- Rosalyn Yalow, physicien médical, MED, Prix Nobel de physiologie ou médecine (1977)
- Yann Le Cun, ingénieur, professeur et chercheur en Intelligence Artificielle pionnier de l'apprentissage profond et lauréat du prix Turing 2018 et prix Harold-Pender 2018

## Médecine
- Eric Kandel, psychanalyste, psychiatre, neuroscientifique, MED (M.D. 1955), Prix Nobel de physiologie ou médecine (2000)
- Michael Heidelberger, immunologiste, professeur (1964-1991), National Medal of Science (1967)
- Albert Sabin, chercheur en médecine, MED (M.D. 1931), National Medal of Science (1988)
- Jonas Salk, médecin, M.D. 1938, et découvreur du vaccin contre la poliomyélite.
- Rosalyn Scott, M.D. 1974, première chirurgienne thoracique afro-Américaine

## Sciences humaines et sociales
- Rudolf Eucken, philosophe, maître de conférence (1913 - 1914), Prix Nobel de littérature (1908)
- Cyrus Gordon, archéologue et linguiste, enseigna l'histoire des civilisations anciennes de la Mésopotamie dans les années 1960.
- James Rhodes, historien, CAS (1865)*, Prix Pulitzer d'Histoire (1916)
- Irwin Unger, historien, professeur, Prix Pulitzer d'Histoire (1965)

## Économie
- Robert Engle, économiste, professeur (1999- ), Prix Nobel d'économie (2003)
- Alan Greenspan, économiste (1926-), directeur de la Réserve fédérale des États-Unis, Ph.D. 1977
- Friedrich Hayek, économiste, GSAS (1923-1924) et postgraduate, Prix Nobel d'économie (1974)
- James Heckman, économiste, professeur adjoint associé (1972), Prix Nobel d'économie (2000)
- Wassily Leontief, économiste, professeur (1975-1999), Prix Nobel d'économie (1973)
- Gunnar Myrdal, économiste, professeur visiteur, Prix Nobel d'économie (1974)
- Edmund Phelps, économiste, professeur (1978-1979), Prix Nobel d'économie (2006)
- Edward C. Prescott, économiste, professeur visiteur de Shinsei (2005- ), Prix Nobel d'économie (2004)
- Paul Samuelson, économiste, professeur visiteur, Prix Nobel d'économie (1970)
- Leonard Wantchekon, économiste, professeur.

## Monde des affaires
- Ben Cohen, homme d'affaires, Art Therapy, Fondateur de Ben & Jerry's
- John J. Creedon, manager, STERN (B.S. 1955), LAW (J.D. 1957), ancien PDG de MetLife
- Marvin Davis, media executive, PDG de Paramount Pictures
- Harvey Golub, banquier 	STERN (B.S. 1961), Président de American Express (1994-2001)
- Alan Greenspan,	banquier, STERN (B.A. 1948, M.A. 1950, Ph.D. 1977), ancien Président de la Réserve Fédérale
- Alan Levin, homme d'affaires, STERN (M.B.A. 1976), CFO de Pfizer
- Paul Levitz, executive, Président de DC Comics
- Martin Lipton, lawyer, LAW (J.D. 1955), cofondateur de Lipton, Rosen, Wachtell, Katz
- John C. Malone, (M.A.), PDG de Liberty Media, milliardaire
- Monroe G. Milstein, business executive, STERN (M.B.A.), PDG de Burlington
- Cathy Minehan, banquier, STERN (M.B.A. 1977), Président de la Réserve Fédérale de Boston
- Joseph Nacchio, homme d'affaires, STERN (B.S. 1970), PDG de Quest
- Roy Neuberger, homme d'affares, Fondateur de Neuberger & Berman
- Dean R. O'Hare, homme d'affaires, STERN (B.S. 1963), PDG de Chubb Corp
- Park Chong-sup, business executive, STERN (M.B.A.), PDG de Hyundai Electronics Industries
- Policinski, business executive, STERN (M.B.A. 1982), PDG de Land O'Lakes
- Kenneth Quinn, business executive, STERN (M.B.A.), PDG de Citibank Canada
- Leonard Riggio, entrepreneur, STERN (M.B.A. 1964), PDG and owner, de Barnes & Noble
- Edouard de Rothschild, banquier, STERN (M.B.A. 1985), Rothschild Banque
- Allan L. Schuman, entrepreneur, STERN (B.S. 1955), PDG d'Ecolab
- Walter V. Shipley, banquier, STERN (B.S. 1956), Chairman and PDG de la Chase Manhattan Bank
- Larry Silverstein, CAS (B.A. 1952), Propriétaire du site du World Trade Center
- Leonard N. STERN, PDG du Hartz Group, STERN (B.S. 1957, M.B.A. 1959)
- Juan Antonio Samaranch Salisachs, banquier, STERN (M.B.A.), GBS Finanzas
- Henry Taub, president, STERN (B.S. 1947), Taub Foundation
- Laurence Alan Tisch, entrepreneur, STERN (B.Sc. 1942), milliardaire, Magnat des médias américains, Président et PDG de CBS
- Francesco Trapani, business executive, STERN (M.B.A.), PDG de Bulgari
- Christy Turlington, supermodèle, GAL (B.A. 1999)
- Agnes Varis, entrepreneur, STERN (M.B.A. 1979), Fondateur de Aegis Pharmaceuticals

## Politique
- Elihu Root, politicien, LAW (LL.B. 1867), Prix Nobel de la paix (1912)
- Crystal Eastman, avocat, LAW (LL.B. 1907), militante féministe et pour les droits civiques
- Gloria Allred, avocat féministe, GSAS (M.A. 1971)
- David Boies, avocat, LAW (LL.M. 1967), Affaires "les États-Unis contre Microsoft" et "Bush contre Gore"
- Roberto de Oliveira Campos, diplomate, étude en postgraduate, homme politique et législateur brésilien, ambassadeur aux États-Unis et au Royaume-Uni
- Richard Campagna, avocat, (M.A.), candidat à la vice-présidence du parti libertarien
- Clay Constantinou, diplomate, LAW (LL.M. 1986), Ambassadeur américain au Luxembourg
- Doris Ling-Cohan, Juge, LAW (J.D. 1979), Juge à la Cour Suprême de l'État de New York
- Ruth Balser, législateur, (Ph.D.), membre de la Chambre des Représentants du Massachusetts (1998- )
- William Donohue, GSAS (Ph.D. 1980), Président de la Ligue Catholique
- Cristina de Borbón y Grecia, Princesse d'Espagne, GSAS (M.A. 1991)
- Robert Finn, diplomate, (M.A.), Ambassadeur américain en Afghanistan
- Abraham Foxman, homme politique, LAW (J.D.), Président de l'Anti-Defamation League (ligue antidiffamation)
- Louis Freeh, homme politique, LAW (LL.M. 1984), Directeur du FBI (1993-2001)
- Rudy Giuliani, homme politique, LAW (J.D. 1968), Maire de New York (1994-2001)
- Dorothy Height, ARTS (B.A.), GSAS (M.A. 1930), militante américaine des droits civiques et des droits de la femme
- Heather Hodges, diplomate, M.A., Ambassadeur américain de la République de Moldavie
- Theodore Jemison, ecclésiastique, étude en Postgraduate, Président de la Convention Nationale Baptiste (1982-1994)
- Judith Kaye, spécialiste du droit, LAW (LL.B. 1958), juge à la Cour d'Appel de New York
- John Fitzgerald Kennedy Jr., avocat, journaliste, LAW (J.D. 1989), fils du Président Kennedy
- Robert Mueller, homme politique, GSAS (M.A. 1967), Directeur du FBI sous George W. Bush
- Adam Shapiro ,militant politique, GSAS (M.A.), cofondateur de l'International Solidarity Movement
- David Steinmann, avocat, banquier, CAS (B.A. 1962), président du Jewish Institute for National Security Affairs
- Clifford Sobel, diplomate, STERN (B.S. 1972), Ambassadeur américain aux Pays-Bas
- Christopher Thomas, ambassadeur, GSAS (M.A.), président de l' Inter-American Economic Council
- Mary Carlin Yates, diplomate, (M.A., Ph.D.), Ambassadeur américain du Ghana
- Sylvia (reine du Buganda)

### Chambre des représentants des États-Unis
- Jerome Anthony Ambro, (B.A. 1955), Représentant
- William Bernard Barry, LAW (LL.B. 1925), Représentant
- Charles Robin Britt, LAW (LL.M. 1976), Représentant
- Peter Angelo Cavicchia, LAW (LL.B. 1908), Représentant (1931-1937)
- Earl Thomas Coleman, WAG (M.P.A. 1963), Représentant (1976-1993)
- Maurice Connolly, LAW (LL.B. 1898), Représentant
- Irwin Delmore Davidson, (B.S. 1927), LAW (LL.B. 1928), Représentant
- Lawrence Joseph DeNardis, (M.A. 1960, Ph.D. 1989), Représentant
- Diana DeGette, LAW (J.D. 1982), Représentant (1997-)
- Steven Boghos Derounian, (B.A. 1938), Représentant
- Isidore Dollinger, (B.C.S. 1925), Représentant (1949-1959)
- Fred J. Eckert, LAW Postgraduate, Représentant, Ambassaseur des États-Unis
- Francis Edwin Dorn, WAG (1936)*, Représentant
- Smith Ely, LAW (LL.B. 1846), Représentant
- Leonard Farbstein, LAW (LL.B. 1924), Représentant (1957-1971)
- Hamilton Fish, Jr., LAW (LL.B. 1957), Représentant (1969-1995)
- Cornelius Edward Gallagher, LAW Postgraduate (1948), Représentant (1959-1973)
- Jacob A. Geissenhainer, LAW (LL.B. 1862), Représentant
- Benjamin A. Gilman, LAW (LL.B. 1950), Représentant (1983-2003)
- Anthony Jerome Griffin, LAW (LL.B. 1892), Représentant (1918-1935)
- Frank Joseph Guarini, LAW (J.D. 1950, LL.M. 1955), Représentant (1979-1993)
- Cecil Landau Heftel, Graduate, Représentant(1977-1986)
- Rush Holt, GSAS (M.S. 1974, Ph.D. 1981), Représentant (1999-)
- Stanley Nelson Lundine, LAW (LL.B. 1964), Représentant(1976-1987)
- Mitchell Jenkins, LAW (LL.B. 1926), Représentant
- Edward Aloysius Kenney, LAW (LL.B. 1908), Représentant(1933-1938)
- Eugene James Keogh, STERN (B.S.), Représentant (1937-1967)
- Arthur George Klein, LAW (LL.B. 1926), Représentant (1946-1956)
- Fiorello LaGuardia, LAW (LL.B. 1908), Représentant (1916-1934), Maire de New York (1934-1945)
- Jefferson Monroe Levy, LAW (LL.B. 1873), Représentant (1911-1915)
- John MacCrate, LAW (LL.B. 1906), Représentant
- Vito Marcantonio, LAW (LL.B.), Représentant
- Raymond Joseph McGrath, (M.A. 1968), Représentant (1981-1993)
- Allan Langdon McDermott, LAW (LL.B. 1877), Représentant (1900-1907)
- Thomas Joseph Meskill, LAW (LL.B. 1955), Représentant, Gouverneur du Connecticut
- Denis O'Leary, LAW (LL.B. 1890), Représentant
- Nathan David Perlman, LAW (LL.B. 1907), Représentant (1920-1927)
- Anning Smith Prall, LAW (LL.B. 1908), Représentant(1923-1935)
- Benjamin Rabin, LAW (LL.B. 1917), Représentant
- Leo Frederick Rayfiel, LAW (LL.B. 1908), Représentant
- Charles B. Rangel, LAW (B.S. 1957), Représentant
- B. Caroll Reece, LAW (M.A. 1916), Représentant(1921-1961)
- Matthew John Rinaldo, WAG (M.P.A. 1979), Représentant (1973-1993)
- Benjamin Stanley Rosenthal, LAW (LL.M. 1952), Représentant (1962-1983)
- Chris Shays, STERN (M.B.A. 1974), WAG (M.P.A 1978), Représentant
- Isaac Siegel, LAW (LL.B. 1901), Représentant
- Daniel Edgar Sickles, LAW (LL.B. 1846), Représentant
- Andrew Lawrence Somers, coursework*, Représentant
- James Tallmadge, Jr., 1er Président de la NYU, Représentant (1817-1819)
- Ludwig Teller, LAW (LL.B. 1935), Représentant (1957-1961)
- Herbert Tenzer, LAW (LL.B. 1927), Représentant
- Nydia Velázquez, (M.A. 1976), Représentant ([1992]-)
- Elijah Ward, LAW (LL.B. 1943), Représentant
- Arthur Vivian Watkins, (1909-1910), Représentant
- Leo C. Zeferetti, (1963)*, Représentant

### Sénat des États-Unis
- Lamar Alexander, LAW (J.D. 1965), Sénateur
- Rudy Boschwitz, STERN (M.B.A. 1950), LAW (J.D. 1953), Sénateur
- Edward Irving Edwards, LAW (LL.B.), Sénateur (1923-1929), Gouverneur du  New Jersey
- Henry Drury Hatfield, MED (M.D. 1904), Sénateur (1929-1935), Gouverneur de  Virginie Occidentale
- Jacob Javits, LAW (LL.B. 1926), Sénateur
- Lazarus Joseph, homme politique, LAW (1912), Sénateur de l'État de New York (21e District 1934-1944, 24e District 1945) et controleur de New York (1946-1954)
- James Edward Murray, LAW (J.D. 1900), Sénateur (1934-1961)
- Tasker Lowndes Oddie, LAW (LL.B. 1895), Sénateur (1921-1933)
- James Aloysius O'Gorman, LAW (J.D. 1887), Sénateur(1911-1917)
- Bob Packwood, LAW (J.D. 1957), Sénateur(1969-1995)
- Abraham Alexander Ribicoff, (B.A. 1929), Sénateur (1963-1981)
- Elihu Root, LAW (LL.B. 1867), Sénateur
- Samuel J. Tilden, LAW (LL.B. 1841), Sénateur, Gouverneur de  New York
- Arthur Walsh, STERN (1915), Sénateur

### Gouvernement des États-Unis
- Lamar Alexander, LAW (J.D. 1965), Secrétaire américain à l'Éducation
- William Draper Jr, diplomate, GSAS (M.A. 1917), diplomate auprès du Secrétaire à la Guerre et à l'Armée
- Mark Everson, homme politique, GSAS (M.S. 1977), Commissaire américain de l'Internal Revenue Service
- Raymond Kelly, homme politique, LAW (LL.M.), Commissaire de police de New York, Sous-secrétaire au Trésor
- Samuel Pierce, homme politique, LAW (LL.M. 1952), Secrétaire américain au logement et au développement urbain
- Abraham A. Ribicoff, (B.A. 1929), Secrétaire américain à la santé, l'éducation et la protection sociale
- Elihu Root, LAW (LL.B. 1867), Secrétaire américain à la Guerre (1899-1903), Secrétaire d'État (1905-1909)
- Ekwow Spio-Garbrah, diplomate, STERN (études graduate), Ministre des communications, ambassadeur américain du Ghana
- Edwin Williamson, homme politique, LAW (J.D. 1964), Directeur du White House Office of Government Ethics
- Benjamin Wu, homme politique, (B.A. 1985), adjoint du Secrétaire au Commerce

### Gouvernement étranger
- Eugene Chien, homme politique, GSAS (Ph.D. 1973), Secrétaire d'État de Taïwan
- Sripati Chandrasekhar, homme politique indien, GSAS (Ph.D. 1944), Ministre indien de la santé et du planning familial sous la présidence d'Indira Gandhi
- Dae-Whan Chang, homme d'affaires coréen, GSAS (M.A. 1985, Ph.D. 1987), Premier Ministre de Corée du Sud
- Stávros Dímas, homme politique, GSAS (M.A. 1969), Commissaire européen à l'Environnement
- Guillermo Galimany, travail Postgraduate, LAW, Président du Panama (1989-1994)
- John Gilbert, homme politique, Secrétaire d'État, Secrétaire britannique à la défense
- Muhammad Hassanein, homme politique, GSAS (M.A. 1966), Ministre des Finances de l'Égypte
- Meir Kahane, homme politique, GSAS (M.A. 1957), Leader du parti israélien Kach à la Knesset
- Chen Li-an, homme politique, GSAS (Ph.D.), Secrétaire taïwanais à la Défense (1990-1993), Président du Control Yuan
- Romulus Neagu, homme politique, GSAS (M.A.), membre du parlement roumain, Ambassadeur
- John Pierce, homme politique, STERN, Gouverneur de la Banque Centrale de Trinité-et-Tobago
- Ernst Walch, homme politique, LAW (M.C.J. 1981), Secrétaire d'État du Liechtenstein
- Ma Ying-jeou, homme politique, LAW (LL.M. 1976), Maire de Taipei, Ministre de la Justice de Taïwan

### Instances internationales
- Mohamed Sahnoun (B.A., M.A. Political Science), diplomate, ambassadeur d'Algérie, secrétaire-général adjoint de l'OUA, secrétaire-général adjoint de la Ligue arabe, représentant spécial du Secrétaire général des Nations unies pour la Somalie (1992)
- Mohamed ElBaradei, diplomate, LAW (LL.M. 1967), directeur général de l'AIEA (1997- ), Prix Nobel de la paix (2005)
- Carol Bellamy, avocate, LAW (J.D. 1968), Directrice exécutive de l'UNICEF (1995-2005)
- Thomas Buergenthal, spécialiste du droit, LAW (J.D. 1960), juge à la Cour internationale de justice (2000- )
- Nabil Elaraby, spécialiste en droit, LAW (LL.M. 1969, J.S.D. 1971), juge à la Cour internationale de justice
- Gonzalo Parra Aranguren, spécialiste du droit, LAW (LL.M. 1952), Juge à la Cour internationale de justice
- Park Yong Sung, homme politique, STERN (M.B.A.), président de la Chambre de commerce internationale
- James Lopez Watson, spécialiste du droit, (B.A. 1947), Juge à la Court of International Trade

### Espion
- Gary He, connu sous le nom de Sergey Weinstein
- Gaik Ovakimian, connu sous le nom de Nolan Thomas

## Autre
- Ken Perlin, professeur à la NYU, GSAS (Ph.D. 1986), Oscar du cinéma (1997) pour le développement du "bruit Perlin"

## Personnages fictifs
Voici une liste de personnages fictifs issus de films, de séries télévisuelles, de la littérature ou d'autres médias, qui sont associés à l'université :
- Ross Geller, interprété par David Schwimmer dans la série Friends, professeur de paléontologie
- Bud Fox, interprété par Charlie Sheen, personnage principal dans  Wall Street
- Charlie, interprété par Charlie Sheen dans Spin City, chef du personnel du maire
- Finch, dans la série de films American Pie
- Victor Ward, interprété par Bret Easton Ellis, dans Glamorama
- Denise Fleming, interprété par Lauren Ambrose, dans Can't Hardly Wait
- Tom Collins, dans la comédie musicale Rent, professeur à la NYU
- Fritz the Cat, doublé par Skip Hinnant, dans le film réalisé par Ralph Bakshi
- Theo Huxtable, interprété par Malcolm-Jamal Warner dans Cosby Show
- Dr Guy Luthan, interprété par Hugh Grant dans Extreme Measures, un étudiant en médecine
- Jack Campbell, interprété par Nicolas Cage dans Family Man
- Alvy Singer, interprété par Woody Allen dans Annie Hall
- Dalton dansRoad House, diplômé de philosophie
- Alex Foreman, interprété par Scarlett Johansson dans En bonne compagnie (In Good Company, 2004)
- Dr Roy Tam, interprété par Sab Shimono dans The Shadow (1994), un professeur de sciences
- Naina Catherine Kapoor, interprété par Preity Zinta dans Kal Ho Naa Ho
- Robert "Moose" Alexander III, interprété par Adam G. Sevani dans Sexy Dance 3D

| Abréviation | Nom complet                                                                  |
| ----------- | ---------------------------------------------------------------------------- |
| CAS         | College of Arts and Science                                                  |
| GAL         | Gallatin School of Individualized Study                                      |
| GSAS        | Graduate School of Arts and Science                                          |
| IFA         | Institute of Fine Arts                                                       |
| SCPS        | School of Continuing and Professional Studies                                |
| ENG         | School of Engineering (maintenant fusionné au sein du CAS)                   |
| LAW         | School of Law                                                                |
| MED         | School of Medicine                                                           |
| SSW         | Ehrenkranz School of Social Work                                             |
| STEINHARDT  | Steinhardt School of Culture, Education and Human Development                |
| STERN       | Leonard N. Stern School of Business                                          |
| TSOA        | Tisch School of the Arts                                                     |
| ARTS        | University College of Arts and Sciences (maintenant fusionné au sein du CAS) |
| WAG         | Wagner Graduate School of Public Service                                     |
| WSC         | Washington Square College (maintenant fusionné au sein du CAS)               |

## Sources
- (en) Emmy Award Academy of Television Arts & Sciences